# Teracotona subflava
Teracotona subflava är en fjärilsart som beskrevs av James John Joicey och Talbot 1924. Teracotona subflava ingår i släktet Teracotona och familjen björnspinnare. Inga underarter finns listade i Catalogue of Life.